# Карталтепе (квартал в Бакъркьой)
„Карталтепе“ (на турски: Kartaltepe) е квартал на Истанбул, разположен в градска околия Бакъркьой. Общата му площ е 1,34 км2. Според данни на Адресната система за регистриране на населението (ABPRS) към 2023 г. населението на „Карталтепе“ е 34 866 жители.